# Oslofjordtunnel
Der Oslofjordtunnel (norwegisch: Oslofjordtunnelen) ist ein Unterwasserstraßentunnel unter dem Oslofjord in Norwegen. Der Tunnel ist mit einer Länge von 7230 Metern der drittlängste Unterwassertunnel Norwegens nach dem Eiksundtunnel in Møre og Romsdal und dem Bømlafjordtunnel in Vestland. An seiner tiefsten Stelle liegt der Oslofjordtunnel 134 Meter unter dem Meeresspiegel. Er ist Teil der Hauptverkehrsstraße Riksvei 23, die die beiden ehemaligen Fylker Akershus und Buskerud (heute beide Akershus) miteinander verbindet und die Fähre zwischen Drøbak in der Gemeinde Frogn und Storsand in Asker ersetzt. Mit dem Bau des dreistreifigen Tunnels wurde 1997 begonnen. Als er drei Jahre später am 29. Juni 2000 vom norwegischen König Harald V. eröffnet wurde, war der Oslofjordtunnel zu der Zeit der längste Unterwasserstraßentunnel Europas.

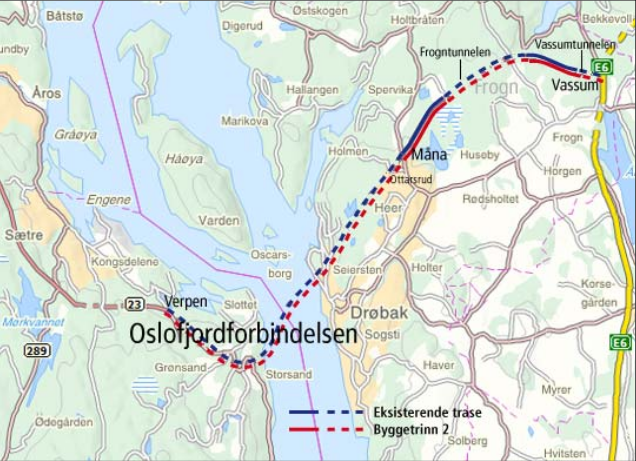
Oslofjordtunnel

Der Tunnel wurde durch Maut finanziert. An der am 21. August 1996 gegründeten Mautgesellschaft Oslofjordtunnelen AS waren zu jeweils 50 % die beiden ehemaligen Fylker Akershus und Buskerud beteiligt. Die Gesellschaft sammelte Geld ein, um den Bau der Oslofjordverbindung (Oslofjordforbindelsen) von Bjørnstad in Asker bis Vassum in Frogn zu finanzieren. Das 26,7 km lange Teilstück der Riksvei 23 (kurz Rv23) beinhaltet noch fünf weitere Tunnel sowie einige Brücken und verbindet die Europastraße 6 mit dem Riksvei 282, der bei Drammen an die E 18 angeschlossen ist. Nach der Abzahlung des Projektes, das 1,3 Milliarden norwegische Kronen gekostet hat, ist der Tunnel seit 2016 mautfrei zu befahren.